# Галкин, Игорь Витальевич
Игорь Витальевич Галкин (род. 14 декабря 1969, Москва) — советский и российский хоккеист, вратарь.

## Биография
Воспитанник московского «Динамо», тренер Виталий Ерфилов. Начинал играть в клубе второй лиги ШВСМ Ярославль (1989/90 — 1990/91). Два следующих сезона провёл в команде высшей лиги «Торпедо» Ярославль. Сезон 1993/94 отыграл в «Динамо». В чемпионате играл по очереди с Ильдаром Мухометовым. В плей-офф Мухометов получил травму. В финальных играх клуб уступил «Ладе», свою игру в этих матчах Галкин оценивал отрицательно. В сезонах 1994/95 — 1995/96 играл за «Кристалл» Электросталь. Перед сезоном 1996/97 уехал в США. Основную часть сезона провёл в клубе Колониальной хоккейной лиги «Флинт Дженералс», затем играл в IHL за «Детройт Вайперз» и «Лас-Вегас Тандер» и в AHL за «Бингемтон Рейнджерс». В следующем сезоне выступал за «Бейкерсфилд Фог» в WCHL. Вернувшись в Россию, провёл сезон за череповецкую «Северсталь», после чего завершил карьеру.